# Rózsáslemezű kígyógomba
A rózsáslemezű kígyógomba (Mycena galericulata) a kígyógombafélék családjába tartozó, Eurázsiában és Észak-Amerikában elterjedt, lombos- és fenyőerdőkben élő, nem ehető gombafaj.

## Megjelenése
A rózsáslemezű kígyógomba kalapja 1–6 cm széles; alakja szélesen kúpos, idősen szélesen harangszerű, közepén általában csúcssal. Széle bordázott. Felszíne csupasz, tapadós, sugarasan bordázott egészen a közepéig. Színe színe krémszínű vagy világosbarna, a közepe általában sötétebb.
Húsa vékony, fehéres vagy halványbarnás. Szaga nem jellegzetese vagy kissé lisztes; íze némileg lisztes.
Közepesen ritkásan álló lemezei hasasan felkanyarodva a tönkhöz nőttek, az idős gombánál gyakran erekkel összekötöttek. gyakori a féllemez. Színük eleinte fehéres, később rózsás;, gyakran barnán foltosak.
Tönkje 5–9 cm magas és 0,2-0,5 cm vastag. Alakja karcsú, egyenletesen hengeres, görbülhet. Belül üreges. Színe felül fehéres, alul halványbarnás.
Spórapora fehér. Spórája szélesen elliptikus, sima, mérete 8-10 x 5,5-7 µm.

### Hasonló fajok
A cifra kígyógomba hasonlít hozzá, de idősen rózsás lemezei alapján jól megkülönböztethető.

## Elterjedése és termőhelye
Az északi félteke mérsékelt övi zónájában honos. Magyarországon gyakori.
Lombos és fenyőerdőben él szétkorhadt fatörzseken, tuskókon (néha a föld alatti fadarabokon, így úgy látszik, hogy a talajon nő). Júniustól októberig terem.

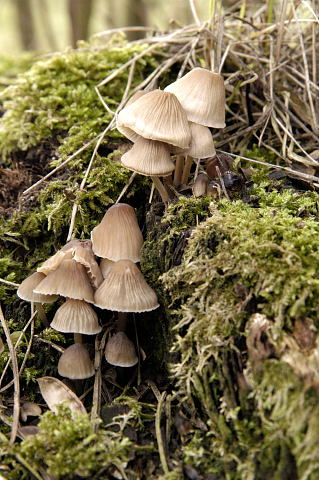
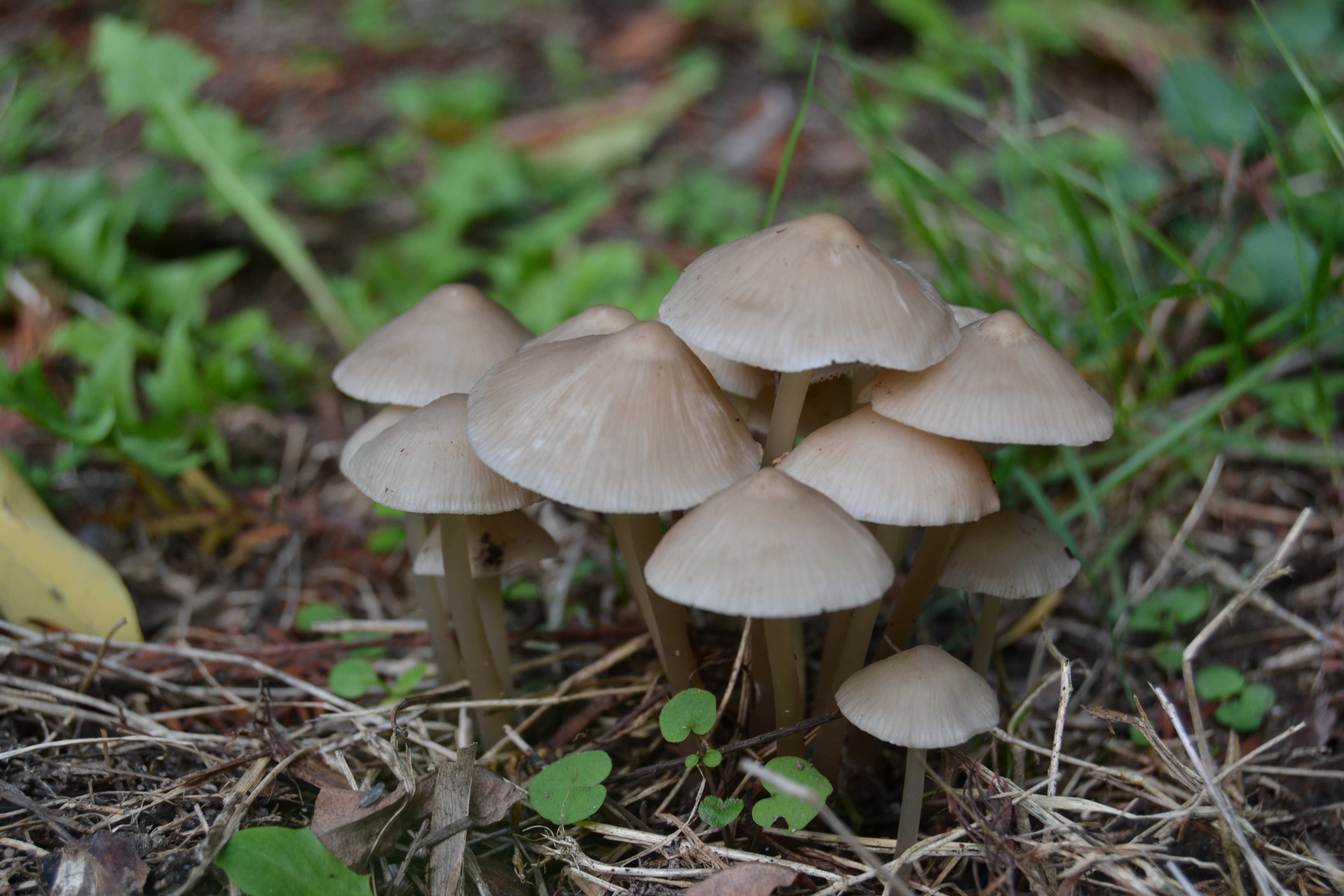
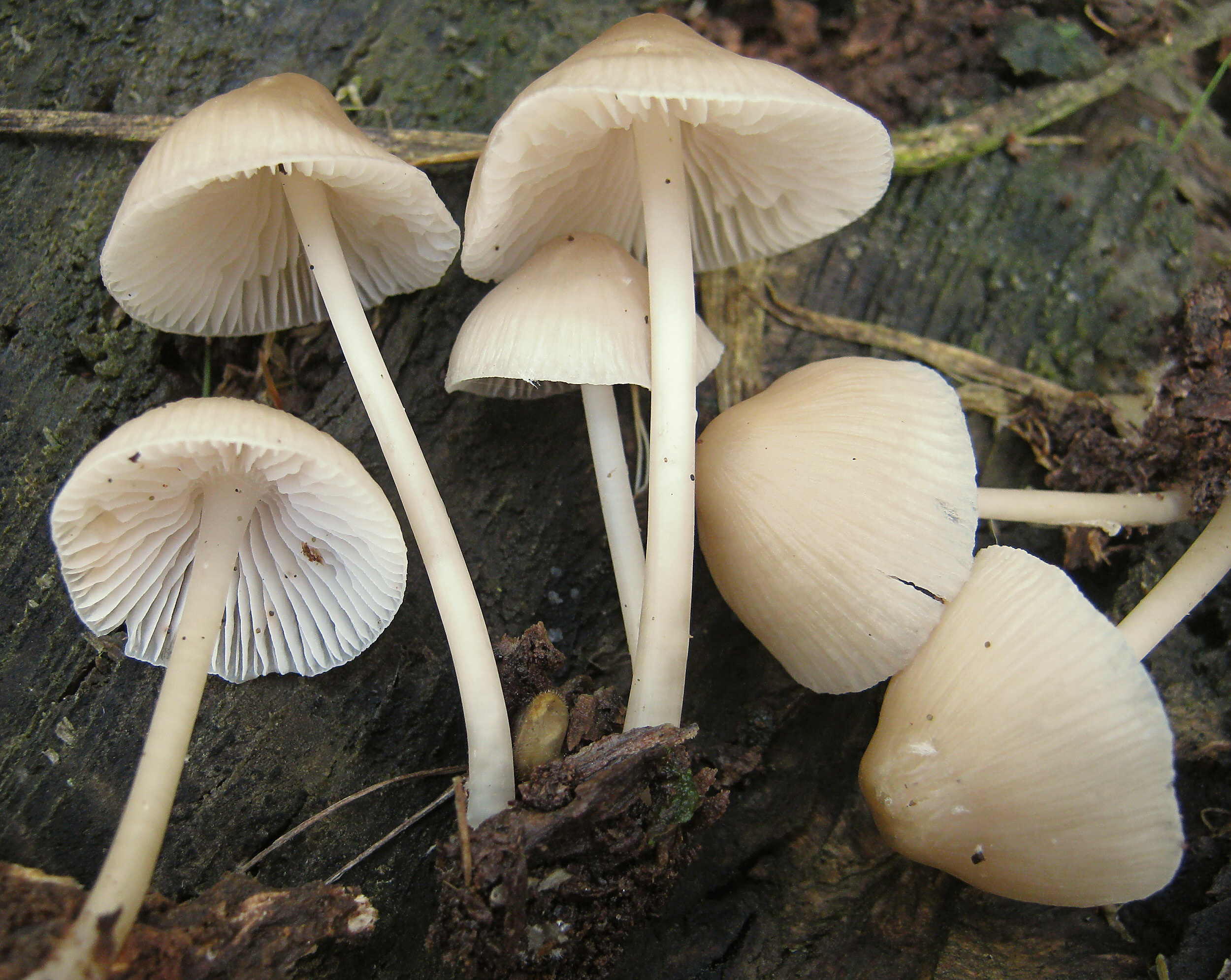
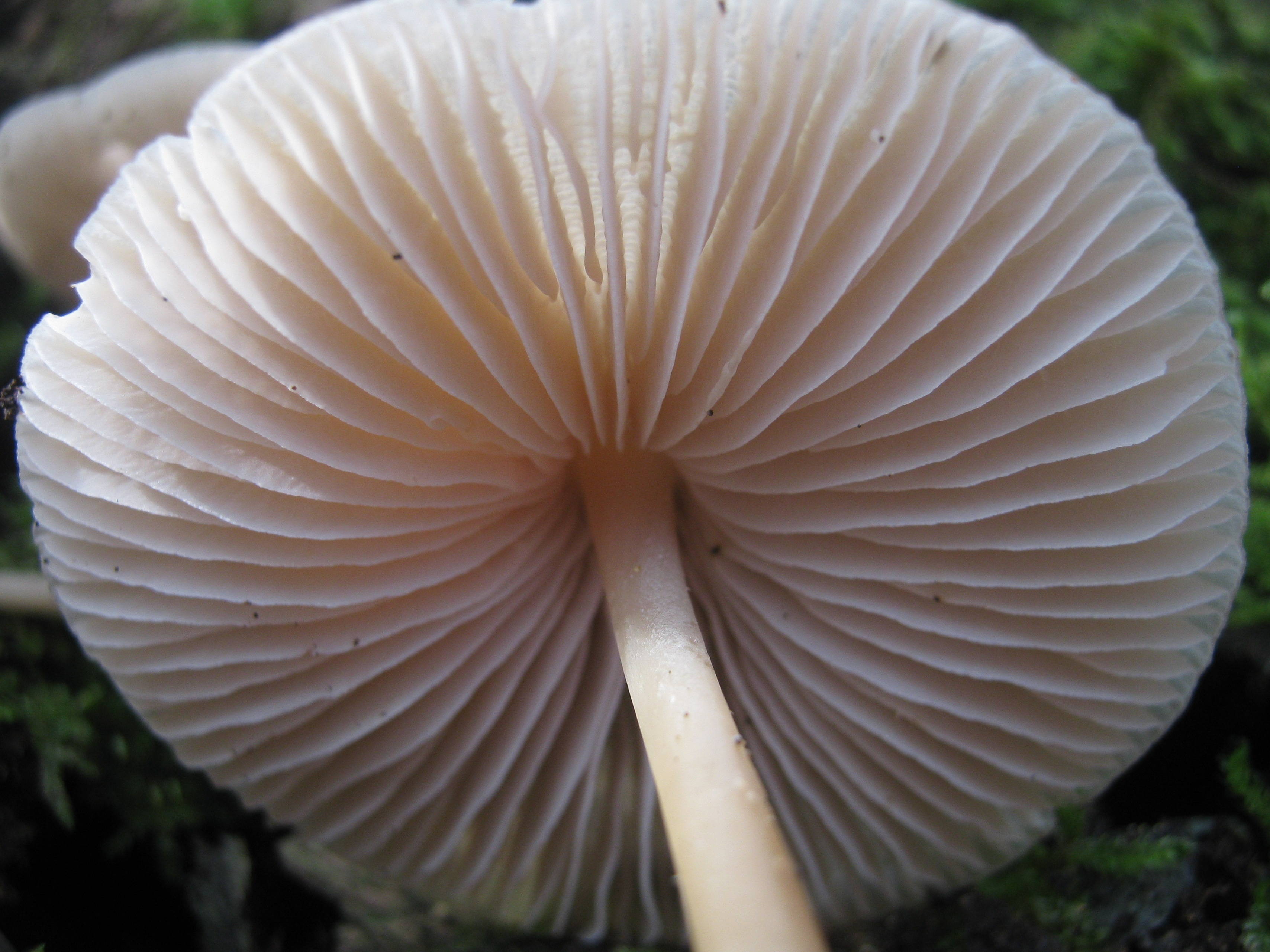

Nem ehető.